# Tapdrup
Tapdrup er en by i Midtjylland med 585 indbyggere  (2024), beliggende 4 km nordøst for Bruunshåb, 11 km sydvest for Ørum Sønderlyng og 7 km øst for Viborg. Byen hører til Viborg Kommune og ligger i Region Midtjylland.
Tapdrup hører til Tapdrup Sogn. Tapdrup Kirke ligger i byen. Byen ligger på nordsiden af Nørreådalen med den vandrige Nørreå. I ådalen ligger Tapdrup Sø, som på gamle kort er væsentlig større end nu.

## Faciliteter
- Tapdrup Skole blev nedlagt i 1991, og byens skolebørn går nu på Møllehøjskolen i Bruunshåb til og med 6. klasse og derefter på Overlund Skole i Viborg. I den tidligere skoles bygninger har der siden 1996 været en kommunal børnehave. Den blev udvidet med en vuggestue i 2008, og huset blev ombygget igen i 2013. Børnehuset har nu plads til 22 vuggestuebørn og 45 børnehavebørn.
- Tapdrup Forsamlingshus ejes og drives af en forening og kan lejes til private fester, men danner også rammen om flere af byens fælles arrangementer som fx fastelavnsfest, fællesspisninger, efterårsfest m.m.
- Tapdrup og Omegns Borgerforening driver byens hjemmeside og udgiver beboerbladet "Tappen" 4 gange årligt.

## Historie

### Navnet
Navnet Tapdrup menes at stamme fra det olddanske ord “tappi”, som betyder mølle eller mølledæmning. Før i tiden var der flere vandmøller i området – på kortene ses stadig navnene Vibæk Mølle og Subæk Mølle.

### Slaget på Taphede
6. oktober 1334 blev Kong Christoffer 2.s søn, junker Otto, slået og taget til fange af den kullede greve i et slag på Taphede (Tapdrup Hede) nord for Tapdrup.

### Sognekommunen
I 1545 blev Tapdrup Sogn sammen med Asmild Sogn annekteret til Viborg Gråbrødresogn og havde ikke egen præst. Da Gråbrødrekirken blev nedlagt i 1812, blev dens sogn forenet med Viborg Domsogn, som Asmild og Tapdrup sogne nu blev annekser til, dog som et selvstændigt pastorat. Det blev til Asmild-Tapdrup sognekommune, som ved kommunalreformen i 1970 blev indlemmet i Viborg Kommune.

### Tapdrup Skole
Skolebørnene fra Tapdrup sogn blev fra 1740 undervist i en skole, som ejeren af Asmild Kloster gods, Charlotte Amalie Lange, havde ladet opføre i Overlund. Men for børnene var det en besværlig skolevej over de dengang uopdyrkede hedearealer. Så den senere ejer af godset, kaptajn Johan Braem, bekostede en skolebygning i Tapdrup øst for kirken på nordsiden af Tapdrupvej. I 1859 blev den gamle skolebygning erstattet af en ny på samme sted, men den opfyldte ikke lovens krav om 90 kubikfod luft pr. elev. Så den blev i 1908 erstattet af den nuværende bygning, der ligger syd for vejen og senere er udvidet med nye bygninger i 1917, 1958 og 1976.
Ved folketællingen i 1901 var der i Tapdrup Sogn 396 indbyggere, heraf 55 skolesøgende børn. Skolen var delt i to klasser. Ældste klasse gik om sommeren i skole 2 dage om ugen og om vinteren 4 dage. Så var der god tid til at hjælpe med arbejdet derhjemme sommeren igennem. Yngste klasse gik 4 dage om sommeren og kun 2 om vinteren. Undervisningen begyndte kl. 7, og der var 6 timer om dagen, så i gennemsnit blev det til 18 timers ugentlig skolegang.
Omkring 1960 faldt elevtallet både i Tapdrup og Bruunshåb. Så blev 0.-4. årgang samlet i Bruunshåb, og 5.-7. årgang blev samlet i Tapdrup. Senere blev de to skoler såkaldte fødeskoler, der underviste eleverne indtil 6. klasse, hvorefter de fortsatte i Overlund Skole. I 1991 blev Tapdrup Skole sammen med skolerne i Bruunshåb, Vinkel og Sønder Rind nedlagt. I stedet blev Møllehøjskolen oprettet i Bruunshåb Skoles gamle bygninger.

### Jernbanen
Tapdrup fik trinbræt med sidespor på Mariager-Fårup-Viborg Jernbane (1927-65). Trinbrættet lå på kanten af ådalen ½ km sydvest for landsbyen. På det lave målebordsblad, der er tegnet efter åbningen af banen, er Tapdrup stadig en almindelig landsby uden noget stationsbypræg. Parcelhuskvarteret i den sydvestlige del af byen er opstået i slutningen af 1900-tallet efter lukningen af banen.
Den 16 km lange asfalterede Nørreåsti, der er anlagt på jernbanens tracé mellem Velds Husevej og Gl. Århusvej i Viborg, går gennem Tapdrup.